# Großherzoglich Mecklenburg-Schwerinsche Landesgendarmerie

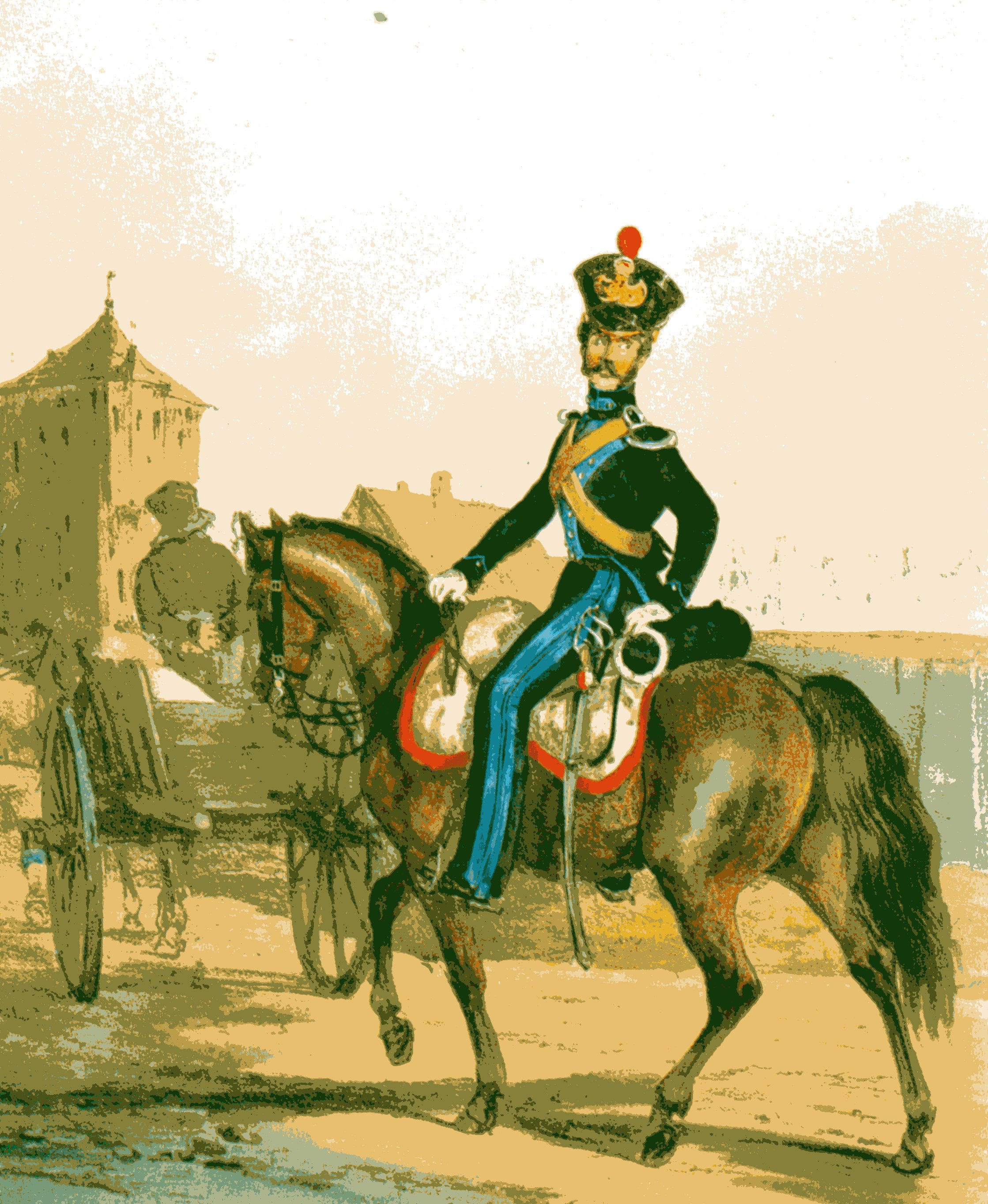
Gendarm des Großherzoglich Mecklenburg Schwerinschen Gendarmeriekorps um 1840

Die Großherzoglich Mecklenburg-Schwerinsche Landesgendarmerie war von 1812 bis 1918 die Gendarmerie des Großherzogtums Mecklenburg-Schwerin. Zumindest bis 1866 war sie Teil des Militärkontingents des Großherzogtums im Bundesheer. Die 1912 zum 100. Gründungsjubiläum verfasste Korpsgeschichte besteht praktisch ausschließlich aus reinen Stationierungs- und Personalangaben.

## Geschichte

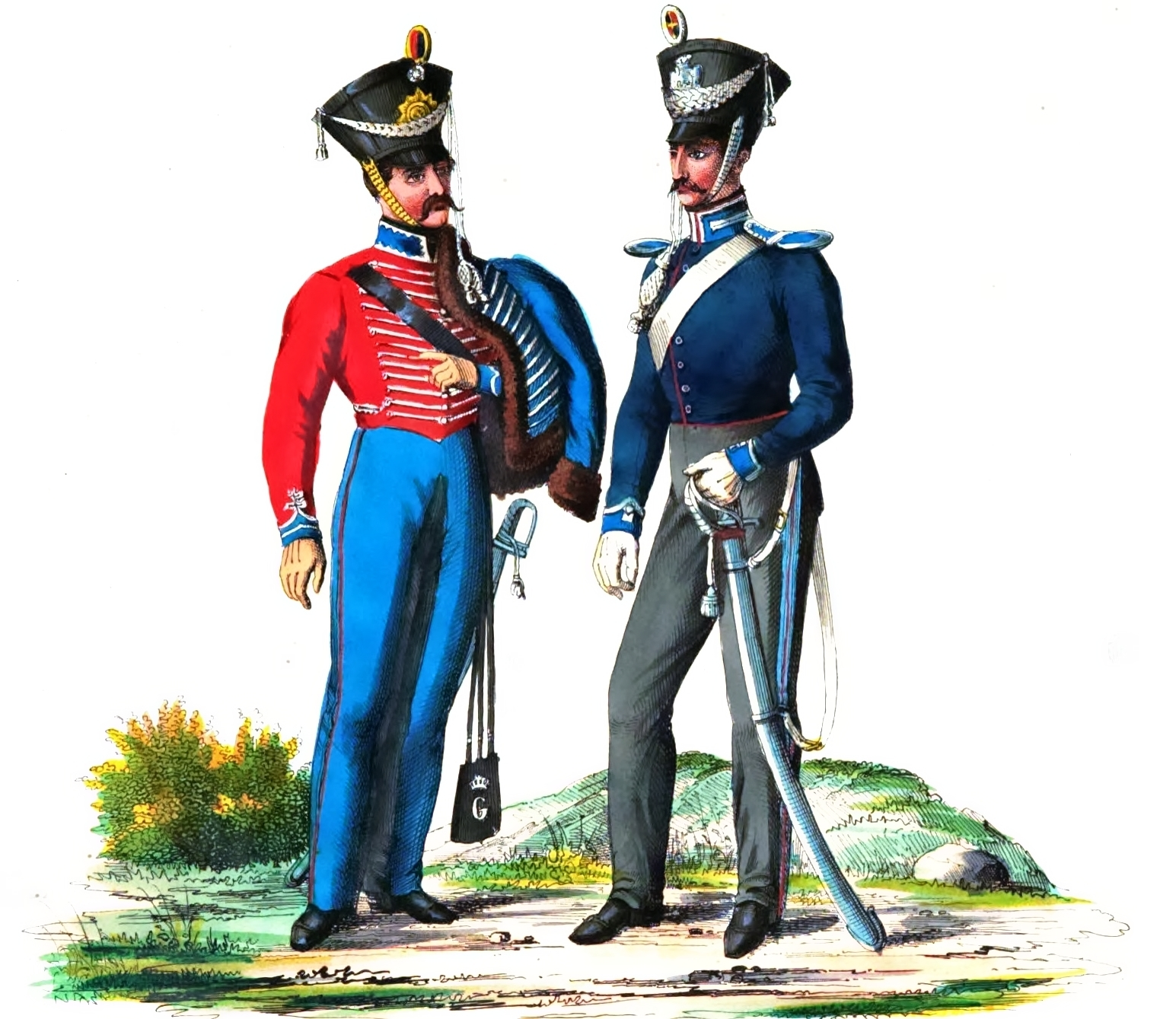
(rechts) Schweriner-Gendarmes um 1845

Durch einen Allerhöchsten Erlass vom 23. März 1812 erhielt der Kommandeur des für landespolizeiliche Zwecke eingesetzten Husarenkorps, Major der herzogleichen Leibgarde Johann Caspar von Boddien von Herzog Friedrich Franz I. den Auftrag, das Korps in eine Gendarmerie umzuwandeln. Von Boddin wurde 1813 zum Oberst und 1822 zum Generalmajor befördert. Am 1. Juni 1812 wurden die ersten Gendarmen eingestellt. Das Korps hatte anfänglich eine Stärke von:
- 1 Inspekteur,
- 1 Quartiermeister
- 1 Wachtmeister
- 6 Brigadiers
- 2 Unterbrigadiers
- 48 berittenen Gendarmen.
Die Gendarmen waren in sechs Gendarmeriebrigaden mit den Standorten Ribnitz, Wismar, Hagenow, Grabow, Güstrow und Wredenhagen eingeteilt. Am 28. November 1812 wurde ein Dienstreglement veröffentlicht, in dem bekannt gegeben wurde, das „ein Korps berittener Gendarmerie“ zur Aufrechterhaltung der Ordnung und zur schnelleren Ausübung der Polizeigesetze errichtet worden sei.
In den folgenden 30 Jahren wurden die Brigadestandorte mehrmals verlegt. Um 1840 trug die Gendarmerie eine Uniform mit dunkelblauem Kollett, vermutlich dunkelblauen Hosen mit breiten hellblauen Streifen und einen schwarzen Tschako mit Landeswappen und rotem Stutz analog zur Artillerie. Vermutlich wurde die Gendarmerieuniform 1847 wie die des Militärkontingents dem preußischen Vorbild angepasst und ein Waffenrock sowie die Pickelhaube eingeführt; Einzelheiten sind nicht bekannt.
Ab 1847 war der Hauptstandort des Korps Schwerin; Hintergrund waren offenbar Sicherheitsbedenken im Kontext des Vormärz. 1848 wurden vier berittene Gendarmen vermutlich durch Pensionierung abgeschafft, jedoch 26 Fußgendarmen eingestellt. Chef des Korps war nun Oberst Ernst von Hopffgarten. Auch wurden 1848 Dienstjournale eingeführt. 1852/53 wurde das Korps erneut verstärkt und umfasste nun 57 Fußgendarmen, 45 Berittene, 8 Brigadiers, einen Rechnungsführer, einen Major und den zum Generalmajor beförderten von Hopffgarten.
1869 wurden die Brigaden in Beritte umbenannt und die Standorte teilweise erneut verlegt. Auch wurde der Dienstgrad Brigadier durch Oberwachtmeister ersetzt. Am 1. Oktober 1869 war Oberst Oldenburg Korps-Kommandeur, sein Vertreter der so genannte Gendarmerie-Offizier Oberstleutnant von Pritzbuer. Am Hauptstandort Schwerin waren nun zwei Oberwachtmeister, drei Fußgendarmen und sieben Reiter stationiert.
1879 wurde aufgrund der Einführung neuer Justizgesetze eine Umstrukturierung der Stationen auf die Beritte vorgenommen, wovon die Personalstärke nicht betroffen war. Die Personalstärke 1892 betrug:
- 1 Brigadier (Oberst von Weltzien)
- 2 Distriktsoffiziere
- 1 Rechnungsführer
- 45 berittene Gendarmen
- 58 Fußgendarmen.
Die Gendarmen waren nun auf 49 Stationen in weiterhin 6 Beritten verteilt. 1902/03 wurde das Korps noch Mal um 2 Oberwachtmeister, 13 berittene und 2 Fußgendarmen verstärkt. Am 1. Juni 1912 betrug die Personalstärke:
- 1 Brigadier (Major von Oertzen)
- 2 Distriktsoffiziere (Hauptmann Freiherr von Nettelbladt und Oberleutnant von Raven)
- 1 Zahlmeister
- 10 Oberwachtmeister
- 58 berittene Gendarmen
- 60 Fußgendarmen.
Das Korps war zu diesem Zeitpunkt auf 59 Stationen verteilt und verfügte über 69 Dienstpferde.

## Auflösung
Durch die Abdankung Großherzogs 
Friedrich Franz IV.  im Zuge der Novemberrevolution 1918 entfiel der Name des Korps; Einzelheiten sind nicht bekannt. Vermutlich hat es bis 1936, als die Landespolizeien aufgelöst und in die Deutsche Polizei integriert wurden, als Landesgendarmerie weiter existiert.